# (115015) Chang Díaz
(115015) Chang Diaz est un astéroïde de la ceinture principale, nommé d'après l'astronaute Franklin Chang-Díaz.

## Compléments